# Académie nigériane des sciences
Pour les articles homonymes, voir Académie des sciences.
L' Académie nigériane des sciences est l'académie officielle des sciences du Nigeria. L'académie des sciences a été créée le 18 janvier 1977, en tant qu'association des scientifiques les plus éminents du Nigeria, mais incorporée en 1986,. C'est l'organisation scientifique suprême au Nigeria. L'académie agit en tant que conseiller scientifique du gouvernement fédéral du Nigeria, finance des bourses de recherche et des start-ups scientifiques. L'académie est dirigée par son conseil, qui est présidé par le président de l'académie, conformément à un ensemble de statuts et de règlements. Les membres du conseil et le président sont élus parmi et par ses membres. Les membres de base de l'académie sont également élus par les membres existants. Il y a actuellement 233 membres autorisés à utiliser le titre post-nominal FAS, avec pas plus de 10 nouveaux boursiers nommés chaque année. Le président actuel est le professeur Kalu Mosto Onuoha (en), professeur de géophysique pure et appliquée. L'Académie nigériane des sciences est le représentant national du Nigeria auprès d'organismes tels que le Conseil international pour la science (ICSU) - l'organe de coordination de toutes les associations et unions scientifiques - et l'InterAcademy Partnership (en) (IAP) - l'organe de coordination de toutes les académies nationales des sciences globalement. L'académie est également membre du Réseau des académies africaines des sciences (NASAC).  

## Structure et gouvernance
L'académie est dirigée par son conseil, qui est présidé par le président de l'académie, conformément à un ensemble de statuts et de règlements. Les membres du conseil, le président et les autres membres du bureau sont élus à partir de et par son association.  

## Membres
Les membres principaux de l'académie sont les Fellows : des scientifiques et des ingénieurs du Nigeria ont été désignés pour être membres de l'académie pour avoir "apporté une contribution substantielle à l'amélioration des connaissances naturelles, y compris l'ingénierie, les sciences, les mathématiques et les sciences médicales". Le processus pour devenir membre de l'académie est procédural. Il commence par la nomination d'un candidat qualifié par un membre de l'académie, souvent désigné comme le principal proposant qui doit être dans le même domaine académique que le candidat. Il soumet un formulaire de nomination au nom du candidat préféré et la période de nomination durerait un mois, de juin à juillet. Par la suite, le candidat sera invité pour une présélection par les comités de section appropriés avant une recommandation au conseil présidé par le président pour une présélection. Les candidats présélectionnés sont ensuite présentés à l'assemblée générale pour élection. Pour réussir, les candidats doivent obtenir au moins la moitié du total des suffrages exprimés. Les boursiers sont élus à vie et ont le droit d'utiliser le titre de boursier postnominal de l'Académie nigériane des sciences (FAS). Les droits et responsabilités des boursiers comprennent également l'obligation de contribuer financièrement à l'académie, le droit de se porter candidat à des postes au conseil et le droit d'élire de nouveaux boursiers. Pas plus de dix boursiers sont élus chaque année.  

## Conseil
Le conseil est composé de 17 membres, dont les officiers (le président, le trésorier, trois secrétaires - un des sciences physiques, un des sciences biologiques - le ministre des Affaires étrangères et le secrétaire aux affaires publiques). Le conseil est chargé de coordonner la politique globale de l'académie, de gérer toutes les affaires liées à l'académie, de modifier, de rendre ou d'abroger le règlement de l'académie. Les membres sont élus chaque année par scrutin postal. Le président, le vice-président, trois secrétaires et le trésorier sont collectivement les officiers de l'académie. Les officiers actuels sont: 
- Président : Pr Kalu Mosto Onuoha (en)
- Vice-président : Pr Ekanem Ikpi Braide
- Trésorier : Pr Olukayode Adebowale
- Secrétaire biologique : Pr Timothy Obi
- Secrétaire physique : Pr Abubakar Sambo
- Secrétaire aux affaires étrangères : Pr Olusegun Ekundayo
- Secrétaire aux affaires publiques : Pr Olatunde Farombi

## Président
Le président, Kalu Mosto Onuoha, sera remplacé par Ekanem Ikpi Braide en janvier 2021. Elle est la pro-chancelière de l'Université Arthur Jarvis et elle sera la première femme présidente.  

### Anciens présidents
- Victor Adenuga Oyenuga (1977-1978)
- Cyril Agodi Onwumechili (1979 - 1980)
- Umaru Shehu (1981-1982)
- Emmanuel Emovon (1983 - 1984)
- Augustine Njoku Obi (1985-1986)
- Ifedayo Oladapo (1987 - 1988)
- Caleb Olaniyan (1989 - 1990)
- Akpanoluo Ikpong Ikpong Ette (1991-1992)
- Anthony Afolabi Adegbola (1993-1994)
- Awele Maduemezia (1995-1996)
- Lateef Akinola Salako (1997 - 1998)
- Anya Oko Anya (1999 - 2000)
- Alexander Animalu (2001-2002)
- Gabriel Babatunde Ogunmola (2003-2006)
- David Okali (2006 - 2008)
- Oyewusi Ibidapo Obe (2008-2013)
- Oyewale Tomori (2013-2017)

## Voir également
- Prix des médias de l'Académie nigériane des sciences (en)